# Effet de la légalisation de l'avortement sur la criminalité
La théorie concernant l'effet de la légalisation de l'avortement sur la criminalité (souvent appelée hypothèse Donohue-Levitt) est une hypothèse controversée concernant la réduction de la criminalité dans les décennies qui ont suivi la légalisation de l'avortement. Les partisans de cette hypothèse soutiennent que la possibilité d'avorter a entraîné une diminution des naissances d'enfants présentant le risque le plus élevé de commettre des délits. La première recherche suggérant un tel effet est une étude réalisée en Suède en 1966. En 2001, Steven Levitt, de l'université de Chicago, et John Donohue (en), de l'université de Yale, citant leurs recherches et des études antérieures, ont affirmé que les enfants non désirés ou dont les parents ne peuvent subvenir à leurs besoins sont plus susceptibles de devenir des criminels. Cette idée a été popularisée par son inclusion dans le livre Freakonomics (en), que Levitt a coécrit.
Les critiques ont affirmé que les méthodologies de Donohue et Levitt étaient défectueuses et qu'aucune relation statistiquement significative entre l'avortement et les taux de criminalité ultérieurs ne pouvait être prouvée,,. Les critiques portent notamment sur l'hypothèse de l'étude Donohue-Levitt selon laquelle les taux d'avortement ont augmenté de manière substantielle depuis l'arrêt Roe v. Wade ; les critiques utilisent des données de recensement pour montrer que les changements dans le taux global d'avortement ne peuvent pas expliquer la baisse de la criminalité annoncée par la méthodologie de l'étude (les avortements légaux avaient été autorisés dans des circonstances limitées dans de nombreux États auparavant). D'autres critiques affirment que les corrélations entre les naissances et la criminalité établies par Donohue-Levitt ne tiennent pas suffisamment compte des facteurs de confusion tels que la réduction de la consommation de drogues, les changements démographiques et les densités de population, ou d'autres changements culturels contemporains.
Une partie du problème réside dans le délai long et incertain entre la cause et l'effet. Si l'augmentation des taux d'avortement réduit la criminalité dans la cohorte d'enfants nés au cours d'une année donnée, l'effet ne se manifestera que dix ou vingt ans plus tard. Pour isoler l'effet de l'avortement sur la criminalité, il est nécessaire de contrôler d'autres facteurs qui affectent les cohortes de naissance (par exemple, la taille relative de la cohorte ou la prévalence de la criminalité pendant l'enfance) et ceux qui ont des effets immédiats sur les années suivantes (par exemple, les salaires ou les taux d'incarcération).

## La Commission Rockefeller 12.16 de 1972
La Commission Rockefeller de 1972 sur « la population et l'avenir américain » cite une étude de 1966 qui a révélé que les enfants nés de femmes à qui l'on avait refusé un avortement « étaient plus souvent inscrits dans les services psychiatriques, avaient un comportement plus antisocial et criminel et dépendaient davantage de l'aide publique ». L'étude a notamment porté sur les enfants de 188 femmes à qui l'on avait refusé un avortement entre 1939 et 1941 à l'hôpital de Göteborg, en Suède. Ils ont comparé ces enfants non désirés à un autre groupe — l'enfant né après chacun des enfants non désirés à l'hôpital. Les enfants non désirés étaient plus susceptibles de grandir dans des conditions défavorables, comme le fait d'avoir des parents divorcés ou d'être élevés dans des foyers d'accueil, et étaient plus susceptibles de devenir des délinquants et de commettre des crimes.

## L'étude de Donohue et Levitt de 2001
Steven Levitt, de l'université de Chicago, et John Donohue (en), de l'université de Yale, ont relancé la discussion sur cette affirmation dans leur article de 2001 intitulé « The Impact of Legalized Abortion on Crime ». Donohue et Levitt soulignent le fait que les hommes âgés de 18 à 24 ans sont les plus susceptibles de commettre des délits. Les données indiquent que la criminalité aux États-Unis a commencé à diminuer en 1992. Donohue et Levitt suggèrent que l'absence d'enfants non désirés, à la suite de la légalisation en 1973, a conduit à une réduction de la criminalité 18 ans plus tard, commençant en 1992 et chutant brusquement en 1995. Il s'agirait des années où les enfants à naître pourraient commettre le plus de crimes,.
Selon Donohue et Levitt, les États qui avaient légalisé l'avortement avant Roe v. Wade (Alaska, Californie, Hawaï, New York, Oregon et Washington) ont également enregistré des réductions plus rapides de la criminalité. En outre, les États où le taux d'avortement est élevé ont connu une réduction plus importante de la criminalité, après correction de facteurs tels que le revenu moyen.

### Critique initiale
L'étude a été critiquée par plusieurs auteurs, dont John Lott (en) et John Whitley, qui ont fait valoir que Donohue et Levitt supposent que les États qui ont complètement légalisé l'avortement ont des taux d'avortement plus élevés que les États où l'avortement n'était légal que sous certaines conditions (de nombreux États n'autorisaient l'avortement que sous certaines conditions avant l'arrêt Roe), mais que les statistiques du CDC ne corroborent pas cette affirmation. En outre, si les taux d'avortement entraînent une baisse des taux de criminalité, les taux de criminalité devraient d'abord commencer à baisser chez les plus jeunes, avant de diminuer progressivement chez les personnes de plus en plus âgées. En fait, affirment-ils, les taux de meurtre commencent à baisser d'abord chez les criminels les plus âgés, puis chez les criminels les plus âgés suivants, et ainsi de suite jusqu'à ce qu'ils baissent enfin chez les individus les plus jeunes. Lott et Whitley affirment que si Donohue et Levitt ont raison de dire que 80 % de la baisse du taux de criminalité au cours des années 1990 est due uniquement à la légalisation de l'avortement, leurs résultats devraient apparaître dans certains graphiques sans que rien ne soit contrôlé, mais c'est l'inverse qui est vrai. En outre, Lott et Whitley soulignent que l'utilisation des données sur les taux d'arrestation comme indicateur des taux de criminalité est erronée, car l'arrestation pour meurtre peut avoir lieu plusieurs mois, voire plusieurs années, après le crime. Lott et Whitley affirment que l'utilisation du Supplemental Homicide Report, qui établit un lien entre les données sur les meurtres au moment où le crime a été commis et les données sur les taux d'arrestation ultérieurs, renverse les résultats de la régression de Donohue et Levitt. Une étude réalisée en 2004 par Ted Joyce (en) a conclu que l'association négative entre la légalisation de l'avortement et les taux de criminalité signalée dans l'étude de Donohue et Levitt était en fait due à des effets de période non mesurés provenant, entre autres facteurs, de changements dans la consommation de crack. En 2009, Joyce a fait état de résultats négatifs similaires après avoir analysé les taux d'homicide et d'arrestation pour meurtre par âge en relation avec la légalisation de l'avortement dans les États et les cohortes des États-Unis.
En 2005, Levitt a publié une réfutation de ces critiques sur le blog Freakonomics, dans laquelle il a refait ses calculs pour remédier aux lacunes et aux variables manquantes de l'étude originale. Les nouveaux résultats sont presque identiques à ceux de l'étude originale. Levitt affirme que toute utilisation raisonnable des données disponibles renforce les résultats de l'article original de 2001. Une étude réalisée en 2004 par Donohue et Levitt a répondu aux critiques de Joyce, en montrant qu'une corrélation négative existe toujours si l'éventail des années examinées est plus large que celui analysé par Joyce, et si les effets de l'épidémie de crack sont contrôlés de manière adéquate.

### Critique de Foote et Goetz en 2005
Plus tard, en 2005, Christopher Foote et Christopher Goetz ont affirmé qu'une erreur informatique dans l'analyse statistique de Levitt et Donohue avait conduit à une relation artificiellement gonflée entre la légalisation de l'avortement et la réduction de la criminalité. Une fois que les autres facteurs associés à la criminalité ont été correctement contrôlés, ils affirment que l'effet de l'avortement sur les arrestations a été réduit de moitié environ. Foote et Goetz critiquent également l'utilisation par Levitt et Donohue de totaux d'arrestations plutôt que d'arrestations par habitant, ce qui permet de tenir compte de la taille de la population. En utilisant les estimations de population du Census Bureau, Foote et Goetz ont répété l'analyse en utilisant les taux d'arrestation au lieu des simples totaux d'arrestation, et ont constaté que l'effet de l'avortement disparaissait complètement.
Donohue et Levitt ont ensuite publié une réponse à l'article de Foote et Goetz, reconnaissant l'erreur, mais montrant qu'avec une méthodologie différente, l'effet de l'avortement légalisé sur les taux de criminalité existait toujours. Foote et Goetz ont cependant rapidement produit une réfutation montrant que même après avoir analysé les données en utilisant les méthodes recommandées par Levitt et Donohue, les données ne montrent pas de corrélation positive entre les taux d'avortement et les taux de criminalité. Ils ont toutefois admis que cela ne réfutait pas nécessairement la thèse de Levitt et ont souligné qu'avec des données aussi désordonnées et incomplètes, il n'est peut-être même pas possible de prouver ou de réfuter la conclusion de Donohue et Levitt.

### Théorie de l'essence plombée de Reyes en 2007
Une étude réalisée en 2007 par Jessica Reyes, du Amherst College, déclare : 

« Cela signifie qu'entre 1992 et 2002, la suppression progressive du plomb dans l'essence a été à l'origine d'une baisse d'environ 56 % des crimes violents. Les tests de sensibilité confirment la solidité de ces résultats. Les résultats pour les meurtres ne sont pas robustes si New York et le district de Columbia sont inclus, mais suggèrent également une élasticité substantielle. Aucun effet significatif n'est constaté pour les crimes contre les biens. L'effet de la légalisation de l'avortement rapporté par Donohue et Levitt (2001) n'est en grande partie pas affecté, de sorte que l'avortement entraîne une baisse de 29% des crimes violents (élasticité de 0,23), et des baisses similaires pour les meurtres et les crimes contre les biens. Dans l'ensemble, la suppression progressive du plomb et la légalisation de l'avortement semblent avoir été à l'origine de réductions significatives des taux de criminalité violente. »

### Études ultérieures
Une étude réalisée en 2007 par Leo H. Kahane, David Paton et Rob Simmons n'a pas établi de relation claire et cohérente entre l'avortement et la criminalité en Angleterre et au Pays de Galles.
Une étude réalisée en 2014 par Paolo Buonanno, Francesco Drago, Roberto Galbiati et Giulio Zanella a étudié sept pays européens et n'a trouvé aucune preuve de l'hypothèse Donohue-Levitt, mais une étude réalisée en 2014 par Abel François a analysé les données de 16 pays d'Europe de l'ouest pour la période 1990-2007 et a constaté que l'avortement entraînait une baisse significative des taux de criminalité.
Une étude réalisée en 2017 par Gary L. Shoesmith a conclu que « s'il existe un lien significatif entre la criminalité et l'avortement, il est dû à des concentrations variables d'avortements d'adolescentes dans les États, et non à l'absence de désir ». En d'autres termes, la légalisation de l'avortement a réduit la criminalité dans les années 1990, comme l'indiquait l'hypothèse Donohue-Levitt, mais uniquement parce qu'elle a réduit le nombre de mères adolescentes, et non par un effet plus large de réduction de toutes les grossesses non désirées.
En 2019, Donohue et Levitt ont publié une mise à jour du débat sur leur étude originale, concluant que ses prédictions tenaient la route : « Nous estimons que la criminalité a chuté d'environ 20 % entre 1997 et 2014 en raison de la légalisation de l'avortement. L'impact cumulatif de l'avortement légalisé sur la criminalité est d'environ 45 %, ce qui représente une part très importante de la baisse globale d'environ 50 à 55 % depuis le pic de la criminalité au début des années 1990. » Levitt a parlé de cet article, du contexte et de l'histoire de l'article original (y compris ses critiques) dans un épisode du podcast Freakonomics avec Reyes déclarant que, de son point de vue, « les deux histoires sont vraies ».

### Traductions et citations originales
1. ↑  turned out to have been registered more often with psychiatric services, engaged in more antisocial and criminal behavior, and have been more dependent on public assistance.
2. ↑  
«     This implies that, between 1992 and 2002, the phase-out of lead from gasoline was responsible for approximately a 56% decline in violent crime. Sensitivity testing confirms the strength of these results. Results for murder are not robust if New York and the District of Columbia are included, but suggest a substantial elasticity as well. No significant effects are found for property crime. The effect of legalized abortion reported by Donohue and Levitt (2001) is largely unaffected, so that abortion accounts for a 29% decline in violent crime (elasticity 0.23), and similar declines in murder and property crime. Overall, the phase-out of lead and the legalization of abortion appear to have been responsible for significant reductions in violent crime rates. »
3. ↑  « We estimate that crime fell roughly 20% between 1997 and 2014 due to legalized abortion. The cumulative impact of legalized abortion on crime is roughly 45%, accounting for a very substantial portion of the roughly 50–55% overall decline from the peak of crime in the early 1990s. »
4. ↑  « both stories are true »

### Lectures complémentaires
- Barro, Robert J. "Does Abortion Lower the Crime Rate?" (Archive). BusinessWeek. September 27, 1999.
- Kerwin Ko Charles et Melvin Jr. Stephens, « Abortion Legalization and Adolescent Substance Abuse », NBER,‎ 2002 (DOI 10.3386/w9193 ) :« Working paper No. 9193. »
- Andrew Leigh et Justin Wolfers, « Abortion and Crime », AQ: Journal of Contemporary Analysis, vol. 72, no 4,‎ 2000, p. 28–30 (lire en ligne)
- John D. Mueller, « Dismal Science », sur Claremont Review of Books, printemps 2006
- Cristian Pop-Eleches, « The Impact of an Abortion Ban on Socio-Economic Outcomes of Children: Evidence from Romania », Harvard University Department of Economics,‎ 2003 (S2CID 18792967)
- Anindya Sen, « Does Increased Abortion Lead to Lower Crime? Evaluating the Relationship between Crime, Abortion, and Fertility », The B.e. Journal of Economic Analysis & Policy, vol. 7,‎ 2007 (DOI 10.2202/1935-1682.1537, S2CID 153537708)
- Susan Sorenson, Douglas Wiebe et Richard Berk, « Legalized Abortion and the Homicide of Young Children: An Empirical Investigation », Analyses of Social Issues and Public Policy, vol. 2, no 1,‎ 2002, p. 239–56 (DOI 10.1111/j.1530-2415.2002.00040.x, S2CID 27296347, lire en ligne)
- Daniel Steel, Mechanism and Causality in Biology and Economics, Springer Science & Business Media, 2013, 185–206 p. (ISBN 978-9-40-072454-9), « Mechanisms and Extrapolation in the Abortion-Crime Controversy »